# Coste Engineering
Coste Engineering war ein französischer Hersteller von Automobilen.

## Unternehmensgeschichte
Jacques Coste arbeitete seit 1988 an Prototypen. Am 28. Januar 1993 gründete er das Unternehmen. Standort war an der Rue Ingres 58 in Pineuilh. Die Produktion von Automobilen begann. Der Markenname lautete Coste. Das Unternehmen verkaufte sowohl Komplettfahrzeuge als auch Bausätze. Am 12. November 2008 wurde die Firma aufgelöst.

## Fahrzeuge
Der M 6 Turbo war der Prototyp. Dies war ein Coupé und ähnelte dem Ferrari 330 P 4. Ein Rohrrahmen bildete die Basis. Für den Antrieb sorgte ein V6-Motor von Renault, der wahlweise über einen Turbolader verfügte. Der Motor war in Fahrzeugmitte montiert. In der Serienversion wurde aus diesem Modell der C 1.
1996 kam der C 2 auf den Markt. Sein Aussehen ähnelte nicht mehr so stark dem Ferrari-Vorbild. Ein Vierzylindermotor von Ford mit 2300 cm³ Hubraum trieb das Fahrzeug an. Der Neupreis war niedriger als beim C 1.